# .bg
.bg – domena internetowa najwyższego poziomu przypisana dla stron internetowych z Bułgarii. Uruchomiona w 1995 roku; administrowana przez Register.bg.

## Użytkowanie
Domena .bg jest objęta restrykcjami: mogą ją zamówić wyłącznie osoby prywatne posiadające bułgarskie obywatelstwo oraz bułgarskie firmy i organizacje oraz podmioty zagraniczne, jeśli stanowi ona nazwę danego podmiotu lub jej skrót. W rzeczywistości można użyć każdej nazwy, jeżeli ta jest zastrzeżona jako znak towarowy. Opłaty za jej użytkowanie są stosunkowo wysokie, przez co wiele bułgarskich przedsiębiorstw decyduje się na rejestracje w tańszych domenach jak np. .com.
W lipcu 2016 wprowadzono domenę bułgarską zapisywaną cyrylicą, .бг.